# جان شرمن
جان شرمن (به انگلیسی: John Sherman)، سناتور سابق عضو حزب جمهوری‌خواه ایالات متحده آمریکا بود. وی در سال ۱۸۶۱ تا ۱۸۷۷ و ۱۸۸۱ تا ۱۸۹۷ میلادی سناتور ایالت اوهایو در سنای ایالات متحده آمریکا بود.